# Friedrich Harth (Politiker)
Friedrich Harth (* 30. Januar 1889 in Steinbach am Glan; † 12. Mai 1975 in Landau in der Pfalz) war ein deutscher Tierarzt, hessischer Politiker (NSDAP) und Abgeordneter des Landtags des Volksstaates Hessen in der Weimarer Republik.

## Familie und Beruf
Friedrich Harth war der Sohn des Ackersmanns Adolf Harth und dessen Frau Anna Margaretha geborene Grünewald. Friedrich Harth, der evangelischer Konfession war, heiratete in erster Ehe Emma geborene Weigel und in zweiter Ehe Emma geborene Heß.
Friedrich Harth studierte Tiermedizin und wurde zum Dr. med. promoviert. Er arbeitete als Tierarzt in Allendorf (Lumda).

## Politik
Friedrich Harth trat zum 1. März 1931 der NSDAP bei (Mitgliedsnummer 475.502) und gehörte 1932 bis 1933 in der 6. und 7. Legislaturperiode dem Landtag an.